# Bob McVey
Robert Patrick „Bob“ McVey (* 14. März 1936 in Hartford, Connecticut) ist ein ehemaliger US-amerikanischer Eishockeyspieler. Bei den Olympischen Winterspielen 1960 gewann er als Mitglied der US-amerikanischen Nationalmannschaft die Goldmedaille.   

## Karriere
Bob McVey begann seine Karriere als Eishockeyspieler an der Harvard University, die er von 1956 bis 1958 besuchte und für deren Eishockeymannschaft er parallel in der National Collegiate Athletic Association spielte. Anschließend verbrachte er zwei Jahre beim Team USA bei dessen Olympiavorbereitung, ehe er seine Karriere bereits im Alter von 24 Jahren beendete. Er kehrte schließlich in seine Heimat Connecticut zurück, wo er ein Versicherungsunternehmen gründete. 

### International
Für die USA nahm McVey an den Olympischen Winterspielen 1960 in Squaw Valley teil, bei denen er mit seiner Mannschaft die Goldmedaille gewann. Zudem stand er im Aufgebot seines Landes bei der Weltmeisterschaft 1959. 

## Erfolge und Auszeichnungen
- 1960 Goldmedaille bei den Olympischen Winterspielen